# Zamek w Kamieniu Koszyrskim
Zamek w Kamieniu Koszyrskim – jako budowla obronna został zbudowany w 1196 r. przez kniazia Romana II Mścisławowicza. Kolejny zamek obronny powstał w 1366 r., za czasów króla Polski Kazimierza Wielkiego, jako graniczny z Litwą.

## Historia
Nie jest pewne czy zamek z 1366 r. był tym samym założeniem. Głównym jego zadaniem w owym czasie była obrona okolicznych ziem przed najazdami Litwinów. Ich właścicielami była rodzina Sanguszków. Na początku XVI w. rezydujący tam Michał Sanguszko zmienił nazwisko na Koszyrski. Ostatnim męskim potomkiem rodziny był Adam Aleksander Sanguszko, wojewoda podolski i wołyński. Po jego śmierci w 1653 r. dobra otrzymała jego siostra Anna Sanguszko (ur. 1594), która poślubiła Jerzego Krasickiego (1574-1645) i wniosła je w posagu. Zamek był niszczony przez Hajdamaków za czasów króla Polski Jana Kazimierza a w 1649 r. doszczętnie zniszczony przez armię kozacką. Ślady po dawnej budowli przetrwały w postaci wałów i fosy. Obecnie w miejscu budowli stoi szkoła.